# Ampelisca jiigurru
Ampelisca jiigurru is een vlokreeftensoort uit de familie van de Ampeliscidae. De wetenschappelijke naam van de soort is voor het eerst geldig gepubliceerd in 2009 door King.